# Condado de Działdowo
Nota linguística: Não confundir hrabstwo (condado) com powiat (divisão administrativa)..
Działdowo (polaco: powiat działdowski) é um powiat (condado) da Polónia, na voivodia de Vármia-Masúria. A sede é a cidade de Działdowo. Estende-se por uma área de 953,18 km², com 65 224 habitantes, segundo os censos de 2005, com uma densidade 68,43 hab/km².

## Divisões admistrativas
O condado possui:
Comunas urbanas: Działdowo
Comunas urbana-rurais: Lidzbark
Comunas rurais: Działdowo, Iłowo-Osada, Płośnica, Rybno
Cidades: Działdowo, Lidzbark

## Demografia
População (dados de 30 de Junho de 2005):
|          | Total   | Total | Mulheres | Mulheres | Homens  | Homens |
| -------- | ------- | ----- | -------- | -------- | ------- | ------ |
|          | pessoas | %     | pessoas  | %        | pessoas | %      |
| Total    | 65 224  | 100   | 33 281   | 51       | 31 943  | 49     |
| Cidades  | 29 152  | 100   | 15 152   | 52       | 14 000  | 48     |
| Povoados | 36 072  | 100   | 18 129   | 50,3     | 17 943  | 49,7   |